# روبن هاکوبیان (معمار)
روبن ستراکی هاکوبیان (ارمنی: Ռուբեն Սեդրակի Հակոբյան؛  زادهٔ ۲ ژانویهٔ ۱۹۰۰ - درگذشته ۳۱ دسامبر ۱۹۹۰) یک معمار اهل ارمنستان بود.

## زندگی‌نامه
در ۲ ژانویهٔ ۱۹۰۰ در ساردارآباد به دنیا آمد و از دانشگاه دولتی ایروان (۱۹۲۸) فارغ‌التحصیل شد.   وی همچنین برنده دانشمند شایسته ارمنستان شوروی (۱۹۶۰) شده است. وی در ۳۱ دسامبر ۱۹۹۰ در سن ۹۰ سالگی در ایروان درگذشت.